# Панзелка
Панзелка — река в России, протекает в Лукояновском районе Нижегородской области. Устье реки находится в 233 км по левому берегу реки Алатырь. Длина реки составляет 20 км, площадь водосборного бассейна 60,1 км².
Исток реки в лесах севернее деревни Волчиха в 10 км к юго-востоку от города Лукоянов. Река течёт на юго-запад, всё течение проходит по ненаселённому лесному массиву. Впадает в Алатырь напротив деревни Курилиха в 5 км к юго-востоку от посёлка Степана Разина.

## Данные водного реестра
По данным государственного водного реестра России относится к Верхневолжскому бассейновому округу, водохозяйственный участок реки — Алатырь от истока и до устья, речной подбассейн реки — Сура. Речной бассейн реки — (Верхняя) Волга до Куйбышевского водохранилища (без бассейна Оки).
По данным геоинформационной системы водохозяйственного районирования территории РФ, подготовленной Федеральным агентством водных ресурсов:
- Код водного объекта в государственном водном реестре — 08010500212110000037867
- Код по гидрологической изученности (ГИ) — 110003786
- Код бассейна — 08.01.05.002
- Номер тома по ГИ — 10
- Выпуск по ГИ — 0